# East Bay (Minas Basin)
East Bay – zatoka (ang. bay) zatoki Minas Basin w kanadyjskiej prowincji Nowa Szkocja, w hrabstwie Cumberland; nazwa urzędowo zatwierdzona 31 maja 1944.